# Šajkaš
Šajkaš (ćir.: Шајкаш, mađ.: Sajkásszentiván njem.: Schajkasch-Sentiwan) je naselje u općini Titel u Južnobačkom okrugu u Vojvodini.

## Stanovništvo
U naselju Šajkaš živi 4.550 stanovnika, od toga 3.437 punoljetnih stanovnika, a prosječna starost stanovništva iznosi 36,6 godina (35,2 kod muškaraca i 38,0 kod žena). U naselju ima 1.264 domaćinstava, a prosječan broj članova po domaćinstvu je 3,60.
Prema popisu stanovništva iz 1991. godine u naselju je živjelo 3.828 stanovnika.
| Etnički sastav 2002. |            |        |
| Narod                | Stanovnika | %      |
| Srbi                 | 4.362      | 95,86% |
| Romi                 | 64         | 1,40%  |
| Hrvati               | 21         | 0,46%  |
| Mađari               | 18         | 0,39%  |
| Jugoslaveni          | 12         | 0,26%  |
| Rusini               | 7          | 0,15%  |
| Crnogorci            | 4          | 0,08%  |
| Makedonci            | 4          | 0,08%  |
| Slovaci              | 2          | 0,04%  |
| ostali               | 2          | 0,04%  |
| nepoznato            | 36         | 0,79%  |

| broj stanovnika | 2237  | 2391  | 2825  | 2987  | 3541  | 3828  | 4550  |
|                 | 1948. | 1953. | 1961. | 1971. | 1981. | 1991. | 2001. |

- Godine 1910. Šajkaš je imao 3.061 stanovnika od čega 1.249 Nijemaca što je bilo 40,8% od ukupnoga broja stanovnika.

## Vanjske poveznice
- Mjesni odbor Šajkaš  Arhivirana inačica izvorne stranice od 4. studenoga 2008. (Wayback Machine).
- Karte, udaljenonosti, vremenska prognoza  Arhivirana inačica izvorne stranice od 6. listopada 2009. (Wayback Machine)
- Satelitska snimka naselja